# حسين جعفرين
حسين جعفرين (بالفارسية: حسین جعفریان) (و. 1944 – م) هو مصور سينمائي، وكاتب سيناريو، وفنان من إيران. ولد في طهران.

## وصلات خارجية
- حسين جعفرين على موقع IMDb (الإنجليزية)
- حسين جعفرين على موقع قاعدة بيانات الأفلام العربية
- حسين جعفرين على موقع ألو سيني (الفرنسية)
- حسين جعفرين على موقع أول موفي (الإنجليزية)
- حسين جعفرين على موقع قاعدة بيانات الفيلم (الإنجليزية)
- حسين جعفرين على موقع كينوبويسك (الروسية)